# Vilibald
Vilibald je moško osebno ime.

## Izvor imena
Ime Vilibald izhaja iz nemškega imena Willibald, to pa je zloženo iz starovisokonemških besed wilo v pomenu »volja« in bald »drzen, pogumen« 

## Različice imena
- moške različice imena: Vilči, Vili
- klicne oblike imena: Baldo, Baldek

## Tujejezikovne različice imena
- pri Nemcih: Willibald

## Pogostost imena
Po podatkih Statističnega urada Republike Slovenije je bilo na dan 31. decembra 2007 v Sloveniji število moških oseb z imenom Vilibald: 180.

## Osebni praznik
V koledarju je ime Vilibald zapisano 7. junija (Vilibald, škof, †7. jun. 786) in 5. julija (Vilibald, škof, † 5. julija v 8. stol.) 

## Zanimivost
Znani Vilibald  je bil nemški skladatelj Christoph Willibald Gluck, ki je reformiral baročno opero.